# Michel-Eugène Chevreul
Michel-Eugène Chevreul (Angers, 1786. augusztus 31. – Párizs, 1889. április 9.) francia kémikus. A zsírsavakkal, a sztearin felfedezésével és a színezéssel, színképelemzéssel kapcsolatos munkásságáról ismert. Neve szerepel az Eiffel-toronyra felírt 72 tudósé között.

## Életútja

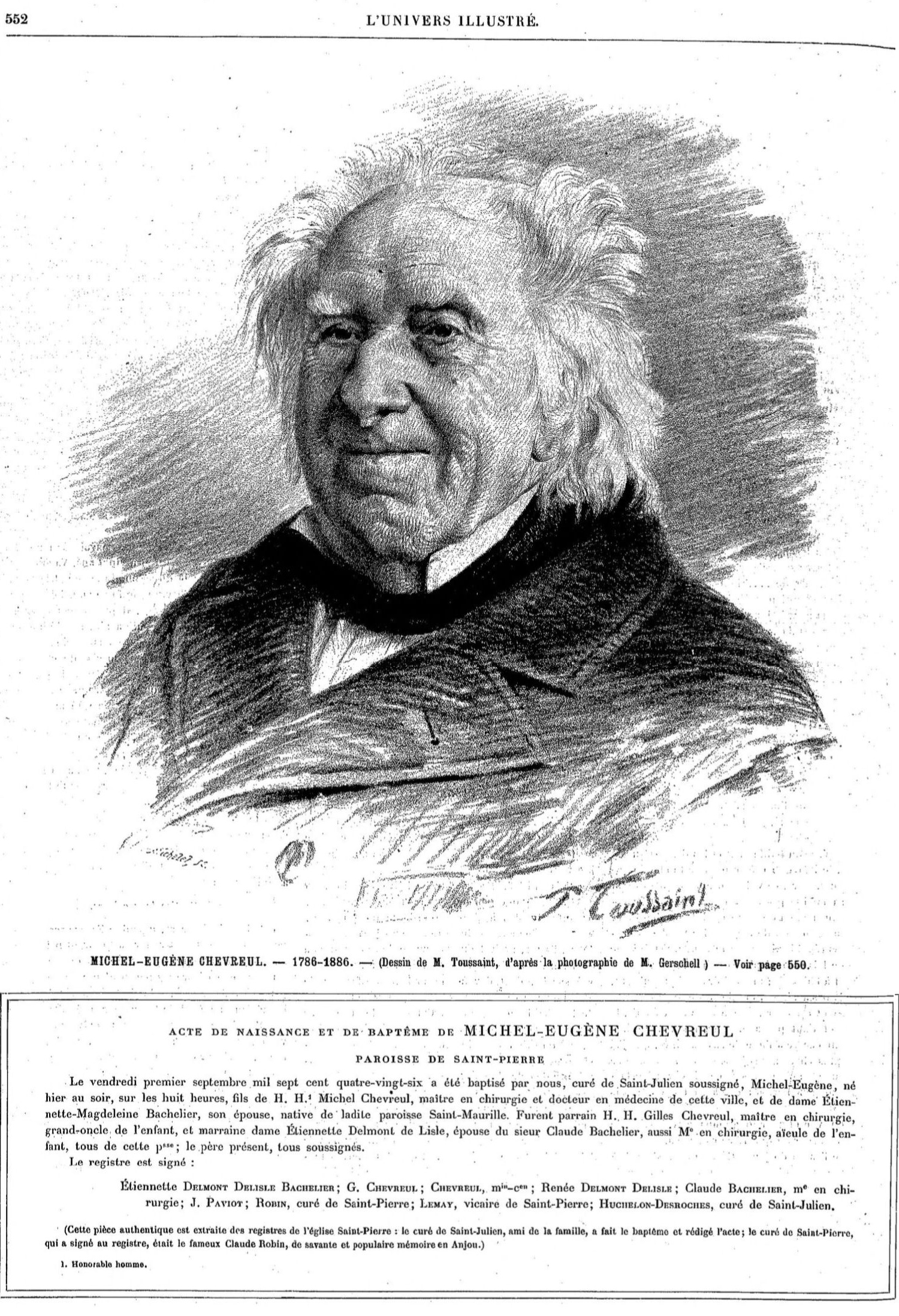
Chevreul arcképe 1886-ban keresztelési anyakönyvi bejegyzésének másolatával

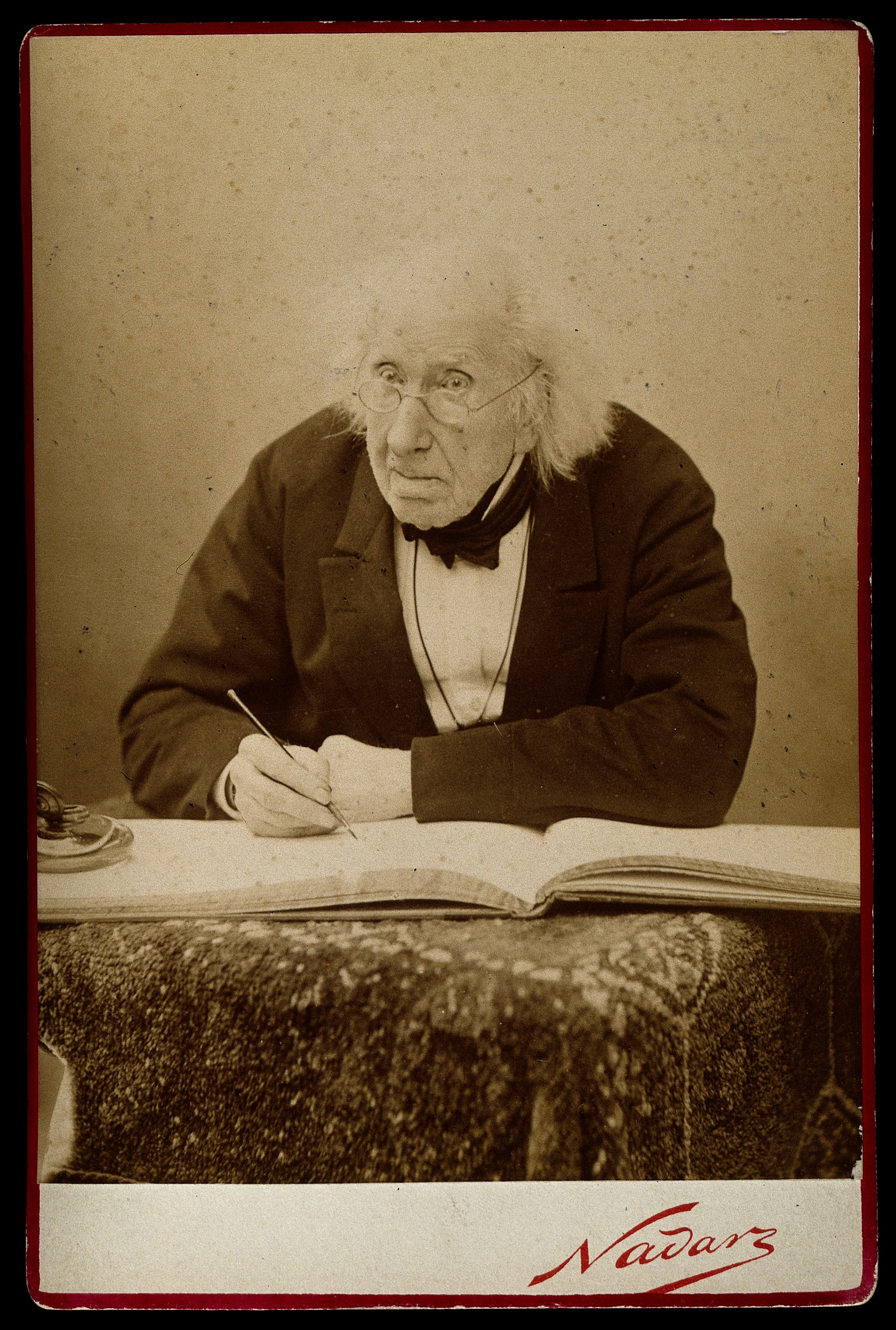
Nadar fotóriportjának egyik felvétele, 1886-ban

Angersben a rue des Deux-Haies 11-es számú házában este 8 órakor született. Apja, Michel Chevreul (1754–1845) szülészetre szakosodott sebészorvos, anyja Étiennette Bachelier (1761–1854) volt. A házaspárnak rajta kívül egy leánygyermeke született: Étiennette-Suzanne Chevreul (1783–1845). Az Angers-i Saint Pierre plébánia anyakönyvében őrzött keresztelési anyakönyvi bejegyzése alatt Claude Bachelier, az anyai nagyapja, Gilles Chevreul, a dédnagybátyja, és Michel Chevreul, az apja aláírása is szerepel, akik mindannyian sebészek voltak. Nagyapja, apja és anyja is hosszú (80–90 év feletti) kort értek meg.
Szülővárosában magánúton, majd 1799-től az angers-i École Centrale-ban folytatott tanulmányok után 1803-ban, tizenhét évesen került Párizsba. Hallgató volt a Collège de France-on és beiratkozott René Just Haüy ásványtani kurzusára a Természettudományi Múzeumba (Muséum National d'Histoire Naturelle). Párhuzamosan Antoine François de Fourcroy és Nicolas Louis Vauquelin kémikusok párizsi első vegyi gyárának laboratóriumában is magánórákat vett, majd miután 1804-ben Vauquelint kinevezték a párizsi Természettudományi Múzeum alkalmazott kémiai tanszékére, Chevreul lett az asszisztense a Jardin des Plantes-ban. 1813-tól a természettudományok tanára volt a Lycée Charlemagne-ban, 1828-ig, amikor lemondott. 1814-ben visszautasította I. Sándor orosz cár meghívását, hogy Szentpétervárra menjen tanítani.
1815. szeptember 1-jén megkapta a Liliomrendet, melyet a párizsi Nemzeti Gárda tagjainak alapítottak, s melynek tagja volt egy ideig.
1818. július 28-án Sophie Davalet-val (1794–1862) kötött házasságot, akitől egy fia született: Henri Chevreul (1819–1889. március 17.). 
1821-ben az École polytechnique kémiai vizsgabizottsági tagja lett, és 1840-ig az is maradt. 1823. április 16-án a Királyi Orvosi Akadémia szabad tagjává választották.
1824. szeptember 9-én a Manufacture nationale des Gobelins festék részlegének igazgatójává nevezte ki XVIII. Lajos, s utóda, X. Károly megerősítése után november 1-jén elfoglalta helyét. 1883-ig töltötte be ezt a pozíciót, s a festékalapanyagok, a textilfajták színezése és többek között a színkontrasztok kutatásával foglalkozott.  1826 végétől a manufaktúra épületében tanítás is folyt: a textilfestészetre alkalmazott kémiai tanfolyam kétéves ciklusban, évente 30 órát jelentett, és Chevreul 1850-ig folytatta a tanítást, 1830 és 1850 között pedig kétévente tartott egy-egy tanfolyamot a szimultán színkontraszt törvényéről is. A lyoni selyemgyár, a sèvres-i porcelángyár folyamatosan szaktanácsait kérte a színek stabilitásával kapcsolatban, s a lyoni kereskedelmi kamara felkérte Chevreult, hogy tartson előadásokat a színérzékelésről. A „Gobelins”-be szakmai képzésre Chevreul irányítása alá külföldi fiatal festők jöhettek, hogy Egyiptomban, Spanyolországban, Portugáliában továbbadhassák a színkörök ismeretét.
1830-ban mesterét, Vauquelin-t követte a szerves kémia professzoraként, és 1836 és 1863 között hét alkalommal, majd 1864 és 1874 között megszakítás nélkül vezette a Muséum National d'Histoire Naturelle-t. Tisztségéről 1879-ben lemondott, nyugdíjba vonult, bár székét megtartotta. Több mint negyven éven át elnökölt a Művészeti és Ipari Tanácsadó Bizottságban (Comité consultatif des arts et manufactures), ahol az ipari szennyezés szakértője volt.
1825-ben vásárolt egy birtokot a Párizs melletti Haÿ-les-Roses-ban, egy kellemes lakóházzal és egy körülbelül húsz hektáros gazdasággal, amelyet saját maga kezelt. A parkban számos fát ültetett (ugyanúgy, mint a múzeumban) köztük több egzotikus fajtát. Felesége 1862-ben bekövetkezett halála után már nem akart L'Haÿ-ban élni, és Párizsba, a Jardin des Plantes-ba vonult vissza. A fővárosban való tartózkodása ellenére Michel-Eugène Chevreul továbbra is nagyon kötődött szülővárosához, Angers-hez, ahová gyakran és szívesen tért vissza. A Loire-menti horgászatot élvezte, annak ellenére, hogy idegenkedett a halaktól. A La Roche-de-Mûrs (ma Mûrs-Erigné-ben) közelében fekvő Les Chatelliers-ben töltötte nyári pihenését az apja által 1789-ben vásárolt birtokon.
1826-ban az elhunyt Joseph Louis Proust helyére jelölték, és a Francia Természettudományi Akadémia (Académie des Sciences) tagja lett (1839-ben és 1867-ben az elnöki posztot is betöltötte); ugyanebben az évben a Royal Society külföldi tagjává választották, amely 1857-ben Copley-érmet adományozott neki.
1832-ben tagja lett a Société Royale d'Agriculture-nek, amelynek 1849-től haláláig elnöke is volt. 1834-től a Porosz Tudományos Akadémia levelező tagja, 1853-tól az Orosz Tudományos Akadémia, 1858-tól a Bajor Tudományos Akadémia külföldi tagja volt. 1860-ban a Leopoldina tagjává, 1865-ben a Göttingeni Tudományos Akadémia külföldi tagjává választották, 1866 decemberében pedig az Edinburgh-i Királyi Társaság tiszteletbeli tagjává. 1868-ban Chevreult felvették az American Academy of Arts and Sciences-be (Amerikai Művészeti és Tudományos Akadémiába), 1883-ban pedig a National Academy of Sciences (USA) tagja lett.
1875. február 6-án elnyerte a francia Becsületrend nagykeresztjét.
Századik születésnapját 1886-ban nemzeti eseményként ünnepelték. Ebből az alkalomból Oscar Roty szobrász, éremművésszel aranyozott bronzérmet verettek, Nadar és fia, Paul Nadar fotósorozatot készített róla, és 1886. szeptember 5-én a Le Journal illustré című lapban szöveggel kísérve ezt közzétette, amellyel Nadar egy új műfajt teremtett meg: a fotóriportot. A Le Courrier Français képes hetilap 1886. augusztus 31-i számát neki szentelték. Számos napi- és hetilap egész Európában szintén közölt róla centenáriuma alkalmából ismertetést, több uralkodótól és államfőtől, köztük Viktória királynőtől is gratuláló üzeneteket kapott. Három évvel később az ő nevét is felírták az Eiffel-toronyra.
Az öregedés emberi szervezetre gyakorolt hatásait is tanulmányozta 1875-ben, s viszonylagos szellemi frissességben érte meg a 102 éves kort. Utolsó éveiben már keveset járt el, de rendszeresen kikocsizott a Mars-mezőre, s nézte az épülő Eiffel-tornyot, amelyről tudta, hogy a neve szerepelni fog rajta. 1889. április 9-én, Párizsban hunyt el hat hónappal 103. éve előtt. (Fia, Henri 14 nappal korábban hunyt el 70. évében, de eltitkolták előle.).
Michel-Eugène Chevreul nagy állami temetésben részesült, a párizsi Notre Dame-ban ravatalozták fel, többek között 2000 tanuló kísérte utolsó útjára. L'Haÿ-les-Roses temetőjében temették el, ahol 1851 és 1864 között polgármester volt.

## Kutatásai
Chevreul tudományos munkássága széles skálán mozgott, de a legismertebbek a lipidekkel, főként az állati zsírokkal kapcsolatban végzett kutatásai, amelyeket 1823-ban publikált (Recherches sur les corps gras d'origine animale). Izolálni tudta a zsírsavakat és észtereiket tiszta állapotban. Vizsgálta a sztearin – a legtöbb állati és növényi zsír szilárd részében található fehér anyag – és az olein – bármely zsír folyékony része – összetételét, tehát izolálta a sztearin-, az olein- és a margarinsavat. Kutatásai közvetlen gyakorlati hasznot hoztak a szappaniparban, a margarin előállításában (ő alkotta meg az utóbbi kifejezést is) és a világításban. Eredményei a gyertyagyártás folyamatában fontos fejlesztésekhez vezettek, Chevreul szabadalmat kért a nem csöpögő és füstölő gyertyákra, és 1824-ben Joseph Louis Gay-Lussac-kal együtt gyertyamanufaktúrát alapított. Mivel a vállalat nagyon kicsi volt, az üzleti siker kezdetben elmaradt. Adolphe de Milly, Chevreul tanítványa és doktor Motard megvásárolta Chevreul szabadalmát, és hamarosan egy nagyon sikeres gyertyamanufaktúrát alapított. (1834-től Milly párizsi gyárában a Chevreul-féle szabadalom alapján már nagyban gyártották a viasz és sztearin keverékéből az ún. Milly-gyertyákat.) Általános elterjedésük mellett ezt használták a 19/20. század fordulóján a sarki expedíciókban, melynek emlékére az Antarktiszon található Chevreul-sziklák a kutató-feltaláló nevét viselik.
A szteroidok közé tartozó koleszterint szintén ő fedezte fel már 1815-ben, és ő is nevezte el, minthogy az epekő összetételének elemzésekor akadt rá, a görög epe (khole, χολή) és szilárd (sztereosz, στερεός) szóösszetétellel. Ugyanígy ő adta édeskés ízéről a glicerin (glycerol) nevét is, a görögben édeset jelentős glykosz (γλυκός) alapján. A kreatint először 1832-ben azonosította, amikor izolálta a vázizomzat bázikus vizes kivonatából. A kristályosodott csapadékot később a hús görög szava, a κρέας (kreasz) után nevezte el. Ő mutatta ki elsőként, hogy a cukorbetegek glükózt választanak ki a vizelettel.
1824-ben XVIII. Lajos Chevreul-t a nemzeti Gobelins manufaktúrák festéküzemének igazgatójává nevezte ki a textilfestékek színével kapcsolatban felmerült panaszok miatt. Igazgatóként Chevreul volt felelős a három manufaktúrában (a Gobelins, a Savonnerie és a Beauvais) szükséges gyapjú és selyem festéséért. Bár Chevreul fő kutatási iránya ekkor már a szappanosítás és a lipidek voltak, a választást a 20 éves korában megkezdett festőnövényekkel kapcsolatos kísérletei és 1808–1809-ben közzétett írásai indokolták. Több festőanyagot kutatott: 1806-ban kezdte a kék szín nyerésére használt indigóval (Indigofera tinctoria), 1808–1809-ben az ugyancsak kékre színező festő csüllenggel (Isatis tinctoria) és a feketére festő  kékfával (Haematoxylum campechianum). Így előállította 1811-ben a hematoxilint, amely a festő kékfa törzséből nyert kékes-vörös anyag, s amelyet fekete szín elérésére textilszínezéskor és ma is a mikrotechnikában (pl. sejtszínezésre) használnak. Kétévenként újabb és újabb festékanyagokat vagy festékforrásokat fedezett fel, vizsgált, izolált, mint pl. a morint,, a festő tölgy kérgéből nyert quercitront (1831), a festő rezeda (Reseda luteola) gyökeréből izolált luteolint (1829). Kutatása során észlelte, hogy a manufaktúra által használt, amúgy kifogástalan fekete festék színét a textilen vöröses hatásúnak érzékelték, ha mélykék vagy lila szín vette azt körül. Chevreul ezt a hatást szimultán kontrasztnak nevezte, és úgy határozta meg, mint azt a tendenciát, hogy egy szín a szomszédja komplementer színének irányába látszik eltolódni, mind színárnyalat, mind sötétség tekintetében.
A fogalom következményeit 1839-ben könyvnyi terjedelemben vizsgálta, azzal a szándékkal, hogy átfogó elméletet alkosson az összes vizuális művészetre vonatkozóan. Tervezési elveket kínált a faliszőnyegek, szőnyegek, bútorok, mozaikok, templomok, múzeumok, lakások, díszkertek, színházak, térképek, tipográfia, keretezés, ólomüveg, női ruházat, sőt még a katonai egyenruhák számára is. 
Chevreul a három alapszínből, a vörösből, a sárgából és a kékből egy-egy színkört alakított ki, amelyben minden alapszínhez 23 kevert színt társított, így egy 72 színből álló kör jött létre. Színskálákat is kifejlesztett az egymást követő fokozatos világosodás, ill. sötétedés szemléltetésére.
Vizsgálódása leginkább az impresszionista és neoimpresszionista festészetre gyakorolt hatásáról ismert, különösen a Georges Seurat és Paul Signac által kifejlesztett pointillista stílusról, amely a komplementer színek apró egymás mellé helyezésével jellemezhető. 
Chevreul a huszadik századi festészetre is hatással volt, különösen Robert Delaunay festészetére, akivel barátja, Jean Metzinger ismertette meg Chevreul elméleteit, Delaunay stílusát, amely a közel egymás mellé helyezett, viszonylag nagy tömbök keverését alkalmazza, ma általában orfizmusnak nevezik. Maga Delaunay azonban a „szimultanizmus” elnevezést részesítette előnyben.
Nevéhez fűződik a Chevreul-illúziónak nevezett észlelési jelenség is, a fényes szélek, amelyeket látszólag a különböző intenzitású, azonos színű, szomszédos csíkok között érzékel a szem.
Chevreul színrendszere keretet biztosított a szerzett diszkromatopsziák (a színlátás bizonyos kórképekkel összefüggő rendellenességei) tanulmányozásához. Chevreul színkörei jelentették a kiindulópontot ahhoz, hogy Ksawery Gałęzowski szemész (1868) megalkosson egy színskálát, amelyet kifejezetten a szem színérzékelésében bekövetkező változások vizsgálatára terveztek.
Az agronómia területén is igen széles körű ismeretekről tett tanúbizonyságot, számos téma érdekelte: juhtenyésztés és gyapjútermelés, selyemtermelés, búza-, répa- és rizstermesztés a Camargue-ban, széna megőrzése, állatbetegségek, borászat stb.
Gyermekkorában a Vendée-i háború eseményei mélyen megérintették, 1793-ban Angers-ben „nevelő célzattal” több ember kivégzését kellett megnéznie az első sorból, s ez egész életére apolitikussá tette. Bár a politikai életben nem vett részt, a francia-porosz háború idején, amikor nyolcvanhat éves volt, az ostromlott Párizsban maradt, és még akkor is kitartott a múzeum mellett, amikor több mint nyolcvan porosz bombatalálat érte, rommá döntve a galériákat és összetörve az üvegvitrineket. Több ilyen lövedék is felrobbant a laboratórium közelében, amelyben Chevreul a munkájával foglalkozott. Az Akadémia 1871. január 9-i jegyzőkönyvében felháborodott tiltakozó nyilatkozatot tett e gyalázat miatt, amely a következőképpen hangzik:
„A Jardin des Plantes-ot, amelyet Párizsban XIII. Lajos király rendelete alapján 1626. január havában alapítottak – 1793. június 10-én a Konvent rendelete alapján lett Természettudományi Múzeum – I. Vilmos porosz király uralkodása alatt, Bismarck gróf kancellársága idején, 1871. január 8-ról 9-re virradó éjjel a porosz hadsereg bombázta. Addig minden párt és minden hatalom, nemzeti és külföldi, tiszteletben tartotta.” 1871 júniusában a kommün után Chevreul maga látta el három hónapig a Gobelin Manufaktúrák ideiglenes vezetését, amelyet a személyzet egyhangú kérésére bíztak rá, amikor a nemzetgyűlés éppen azok fenntartását kérdőjelezte meg.
Világnézetét illetően fiatalként felhagyott a vallásgyakorlással, de hívő volt, az ateizmust a tudományos módszerrel ellentétesnek ítélte. Több mint százéves korában visszatért a katolikus valláshoz, amelyben nevelkedett, áldozott és nyilvánosan katolikusnak vallotta magát.
Miután teljes mértékben szkeptikus volt a spiritualizmussal szemben, amely az ő idejében indult hódító útjára, külön írást szentelt 1854-ben „mágikus ingával”, a rúdkutatással és az asztalforgatással kapcsolatos elképzelésekről. A De la baguette… című tanulmányában Chevreul elmagyarázta, hogy az emberi izomreakciók, amelyek teljesen önkéntelenek és tudatalattiak, hogyan felelősek a látszólag mágikus mozgásokért. Végül Chevreul felfedezte, hogy amint a jósbotot, vagy mágikus ingát tartó személy tudatára ébred agyi reakcióinak, a mozdulatok leállnak, és nem lehet őket akaratlagosan reprodukálni. Az övé volt az ideomotoros tevékenység egyik legkorábbi magyarázata.

## Emlékezete
- Több szobor készült tiszteletére illetve emlékére. 
  - Eugène Guillaume a 100. évét megért tudós tiszteletére egy ülőszobrot készített 1886-ban.[61]
  - 1901-ben szobrot állítottak neki a múzeum területén, amelyet oly sok éven át szolgált. A Léon Fagel (1851–1913) által készített, a Jardin des Plantes-ban álló szobor mögött egy útvonal viseli a nevét, mely ahhoz az épülethez vezet, amelyben élt. (A rue Cuvier 61. szám alatti háza ma a múzeum különböző laboratóriumainak ad otthont).
- Lyon 7. kerületében, Angersben (még életében), Dijonban Lille-ben, Suresnes-ben utca, és Párizsban több közterület, így a 11. kerületben utca viseli a nevét.
- Szülőházára (Angers, rue des Deux-Haies) még életében emléktáblát helyeztek, 1886-ban.[62]
- L’Haÿ-les-Roses-ban és Lyonban iskolák vették fel a nevét.
- A Groupement Technique des Corps Gras (2010 óta Association Française pour l'Étude des Corps Gras) megalakulásának 20. évfordulója alkalmából, 1963 májusában létrehozta a Chevreul-érmet, amelynek célja, hogy minden évben olyan francia vagy külföldi kutatókat jutalmazzon, akiknek munkája vagy pályafutása jelentősen hozzájárult a lipidekkel foglalkozó tudomány vagy ipar fejlődéséhez.[63][64] Az érem a 37 éves Chevreul profiljának képével az annak idején David d’Angers (Chevreul élethossziglani barátja és volt angers-i iskolatársa) által készített mintáról a Monnaie de Paris-ban(wd) készült, hátoldalán az adományozó társaság és az aktuális év adományozottjának köriratával.[65]

## Munkái
- Recherches chimiques sur les corps gras d'origine animale. (franciául) Párizs: F. G. Levrault. 1823.   XVI–484. o. Hozzáférés: 2022. augusztus 3.
- Előbbi újabb kiadása:Recherches chimiques sur les corps gras d'origine animale. (franciául) Arnaud, Albert (1853-1915). Párizs: Imprimerie nationale. 1889.   XXIX–425. o. Hozzáférés: 2022. augusztus 3.
- Mémoire sur l'influence que deux couleurs peuvent avoir l'une sur l'autre quand on les voit simultanément: Lu à l'Académie des sciences, le 7 avril 1828. (franciául) Párizs: [s.éd.]. 1828.   76. o. Hozzáférés: 2022. augusztus 4.
- Considérations générales sur l'analyse organique et sur ses applications. (franciául) Párizs: F. G. Levarult. 1824.   XXI–256. o. Hozzáférés: 2022. augusztus 3.
- Leçons de chimie appliquée à la teinture. I. kötet: 1-15. leçons. (franciául) Párizs: Pichon et Didier. 1829.   836. o. Hozzáférés: 2022. augusztus 4.
- Leçons de chimie appliquée à la teinture. II. kötet: 16-30. leçons. (franciául) Párizs: Pichon et Didier. 1829.   1240. o. Hozzáférés: 2022. augusztus 4.
- De la loi du contraste simultané des couleurs et de l'assortiment des objets colorés considérés d'après cette loi dans ses rapports avec la peinture, les tapisseries des Gobelins, les tapisseries de Beauvais pour meubles, les tapis, la mosaïque, les vitraux colorés, l'impression des étoffes, l'imprimerie, l'enluminure, la décoration des édifices, l'habillement et l'horticulture. (franciául) Párizs: Pitois-Levrault. 1839.   XV–735. o. Hozzáférés: 2022. augusztus 3.
- Előbbi újabb kiadása: De la loi du contraste simultané des couleurs et de l'assortiment des objets colorés, considérés d'après cette loi dans ses rapports avec la peinture, les tapisseries… (franciául) Chevreul, Henri (1819–1889) szerk. és bev. Párizs: Gauthier-Villars et Fils. 1889.   XVI–571. o. Hozzáférés: 2022. augusztus 3.
- Théorie des effets optiques que présentent les étoffes de soie. (franciául) Párizs: Typographie de Firmin Didot frères, imprimeurs de l'Institute. 1846.   208. o. Hozzáférés: 2022. augusztus 4.
- Institut de France: Recherches chimiques sur plusieurs objets d archéologie trouvés dans le département de la Vendée. (franciául) Párizs: Reproduction numerique de l'edition de Paris : Imprimerie. F. Didot frères. 1849.
- Recherches expérimentales sur la peinture à l'huile dans Mémoires de l'Académie des Sciences de l'Institut de France. (franciául) Párizs: Firmin Didot freres. 1850.   80+2. o. Hozzáférés: 2022. augusztus 4.
- De la baguette divinatoire, du pendule dit explorateur et des tables tournantes, au point de vue de l'histoire de la critique et de la méthode expérimentale. (franciául) Párizs: Mallet-Bachelier. 1854.   284. o. Hozzáférés: 2022. augusztus 4.
- Cercles chromatiques de M. E. Chevreul, reproduits au moyen de la chromocalcographie, gravure et impression en taille douce combinées par R. H. Digeon. (franciául) René-Henri Digeon. Párizs: Digeon. 1855.   10. o. Hozzáférés: 2022. augusztus 4.
- »Exposé d'un moyen de définir et de nommer les couleurs d'après une méthode précise et expérimentale, avec l'application de ce moyen à la définition des couleurs d'un grand nombre de corps naturels et de produits artificiels«: Mémoires de l'Académie des sciences de l'Institut de France. (franciául) Párizs: Firmin-Didot; Párizs: Gauthier-Villars. 1861.   85–. o. = Mémoires de l'Académie des sciences de l'Institut de France,  33. Hozzáférés: 2022. augusztus 4.
- De l'abstraction considérée relativement aux beaux-arts et à la littérature : quatrième partie d'un ouvrage intitulé „De l'abstraction considérée comme élément des connaissances humaines dans la recherche de la vérité absolue”. (franciául) Dijon: Imprimerie J. E. Rabutot. 1864.   54. o. Hozzáférés: 2022. augusztus 4.
- Des couleurs et de leurs applications aux arts industriels, à l'aide des cercles chromatiques: Avec XXVII planches gravées sur acier et imprimées en couleur par René Digeon. (franciául) René Digeon. Párizs: J. B. Baillier et fils. 1864.   86. o. Hozzáférés: 2022. augusztus 4.
- Histoire des connaissance chimiques. I-II. kötet. (franciául) Párizs: Le Guérin. 1866.   480. o. Hozzáférés: 2022. augusztus 4.
- De la méthode a posteriori expérimentale et de la généralité de ses applications. (franciául) Párizs: Dunod. 1870.   405. o. Hozzáférés: 2022. augusztus 4.
- Distractions d'un membre de l'Académie des sciences de l'Institut de France, directeur du Muséum d'histoire naturelle, lorsque le roi de Prusse assiégeait Paris: 3 parties en 1 vol. (franciául) Párizs: Gauthier-Villars; Párizs: F. Didot frères. 1871.   22–58–85. o. Hozzáférés: 2022. augusztus 4.
- D'une erreur de raisonnement très fréquente dans les sciences du ressort de la philosophie naturelle qui concernent le concret expliquée par les derniers écrits de E. Chevreul. (franciául) Párizs: Firmin Didot frères. 1871.   102. o. Hozzáférés: 2022. augusztus 4.
- Complément des études sur la vision des couleurs. (franciául) Párizs: Firmin Didot. 1871.   277–VII. o. = Mémoires de l'Académie des Sciences de l'Institut de France,  41. Hozzáférés: 2022. augusztus 4.
- Explication de nombreux phénomènes qui sont une conséquence de la vieillesse: Troisième mémoire Institute de France. (franciául) Institut de France. Éditeur scientifique. Párizs: Firmin Didot. 1875.   111–327. o. = Extrait de XXXIX. de l'Académie des Sciences, deuxième partie,  Hozzáférés: 2022. augusztus 5.
- Mémoire sur la vision des couleurs matérielles en mouvement de rotation et des vitesses numériques de cercles dont une moitié diamétrale est colorée et l'autre blanche, vitesses correspondant à trois périodes de leur mouvement à partir de l'extrême vitesse jusqu'au repos: Présenté à l'Académie des sciences dans les scéences 13, 20, 27. décembre 1880. et 13, 17 et 24. janvier 1881. (franciául) Párizs: Typographie de Firmin-Didot et Compagnie. 1882.   432. o. Hozzáférés: 2022. augusztus 4.

1886-ban az 1806-tól megjelent, 547 tételt felvonultató bibliográfiáját (13–272. oldalig) a jubiláló Chevreul tiszteletére Godefroy Malloizel akadémiai titkár, a Muséum national d'histoire naturelle alkönyvtárosa állította össze, kiegészítve a centenáriumi ünneplés rendezvény-részleteivel, az alkalomból Chevreul munkásságát méltató újságcikkek felsorolásával és a számára küldött köszöntő levelekkel (273–298). A Chevreuil halála után megjelent, teljesebb bibliográfia 800-nál is több tételt tartalmaz.

## Képgaléria

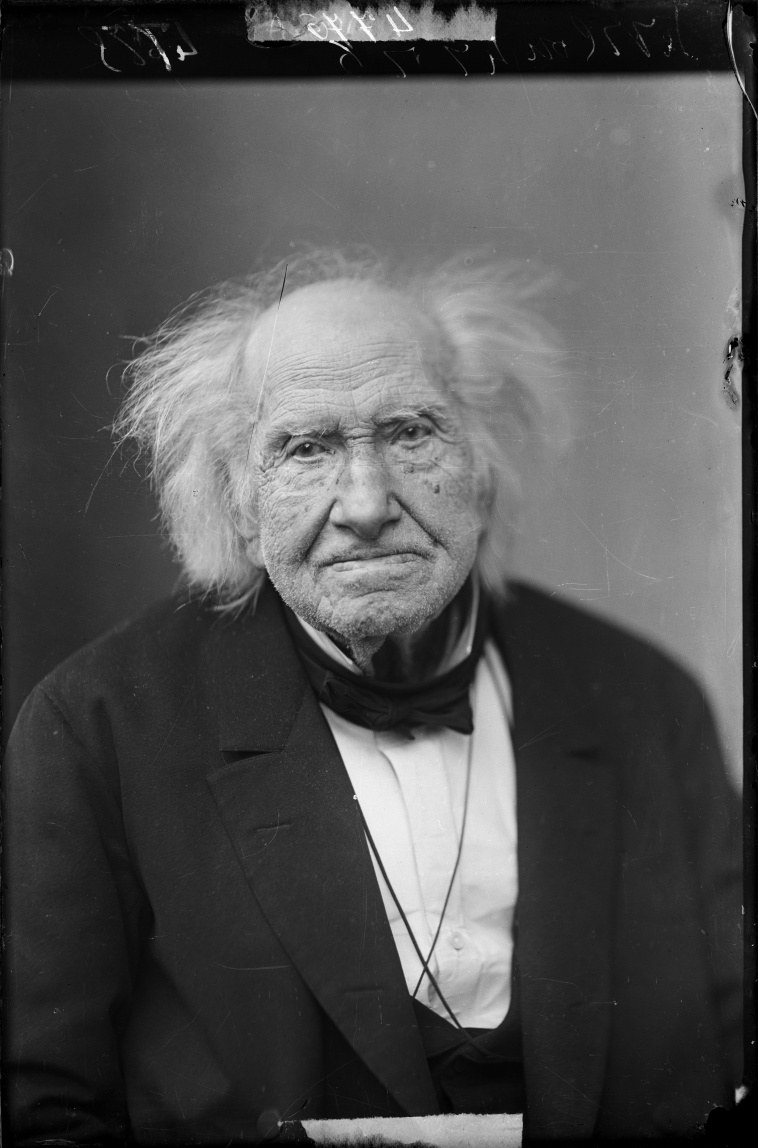
Chevreul 1886-ban. Fotó: Félix Nadar
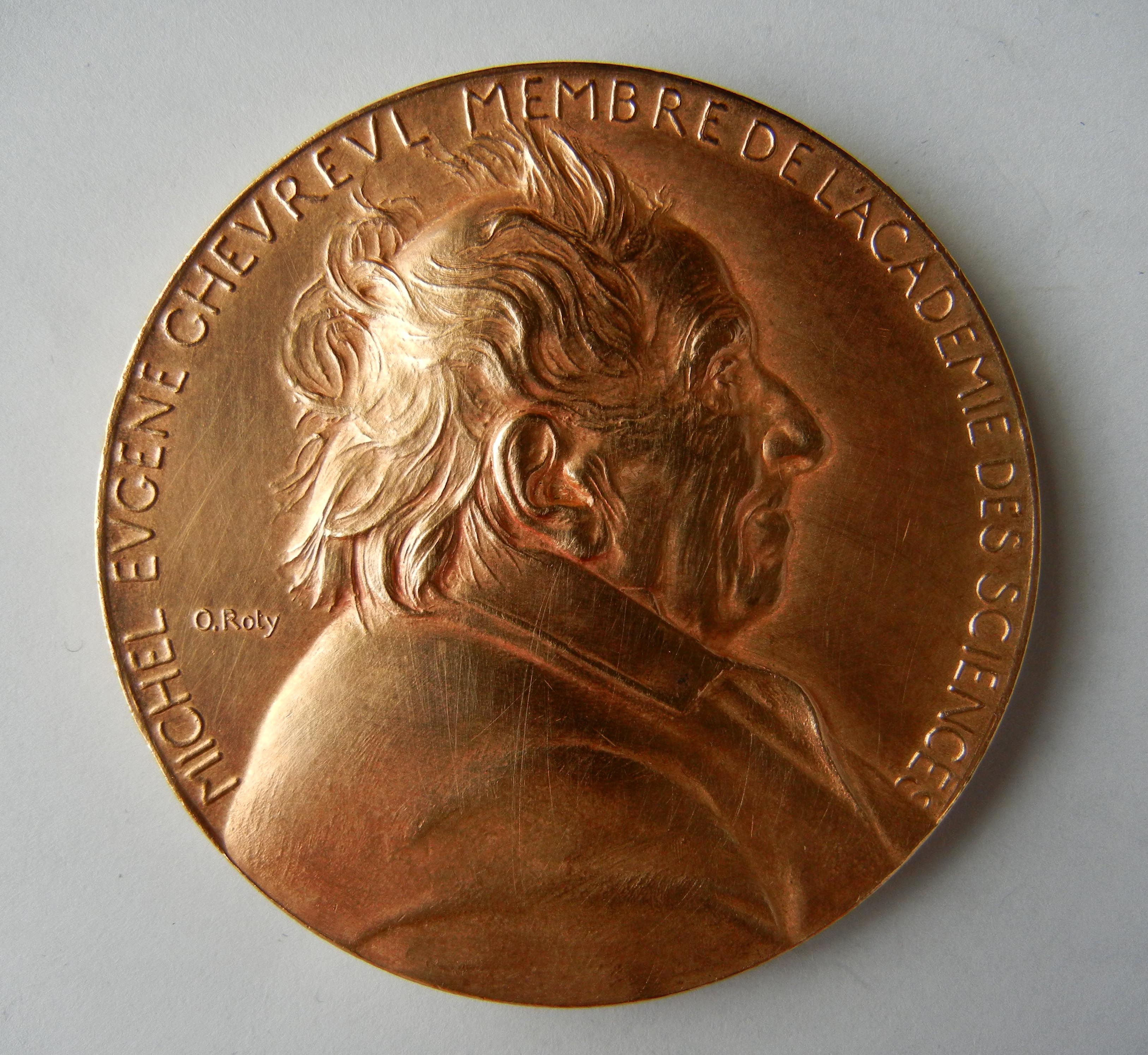
A 100 éves Michel Eugène Chevreul tiszteletére 1886-ban vert centenáriumi érem előoldala. Oscar Roty (1846-1911) alkotása
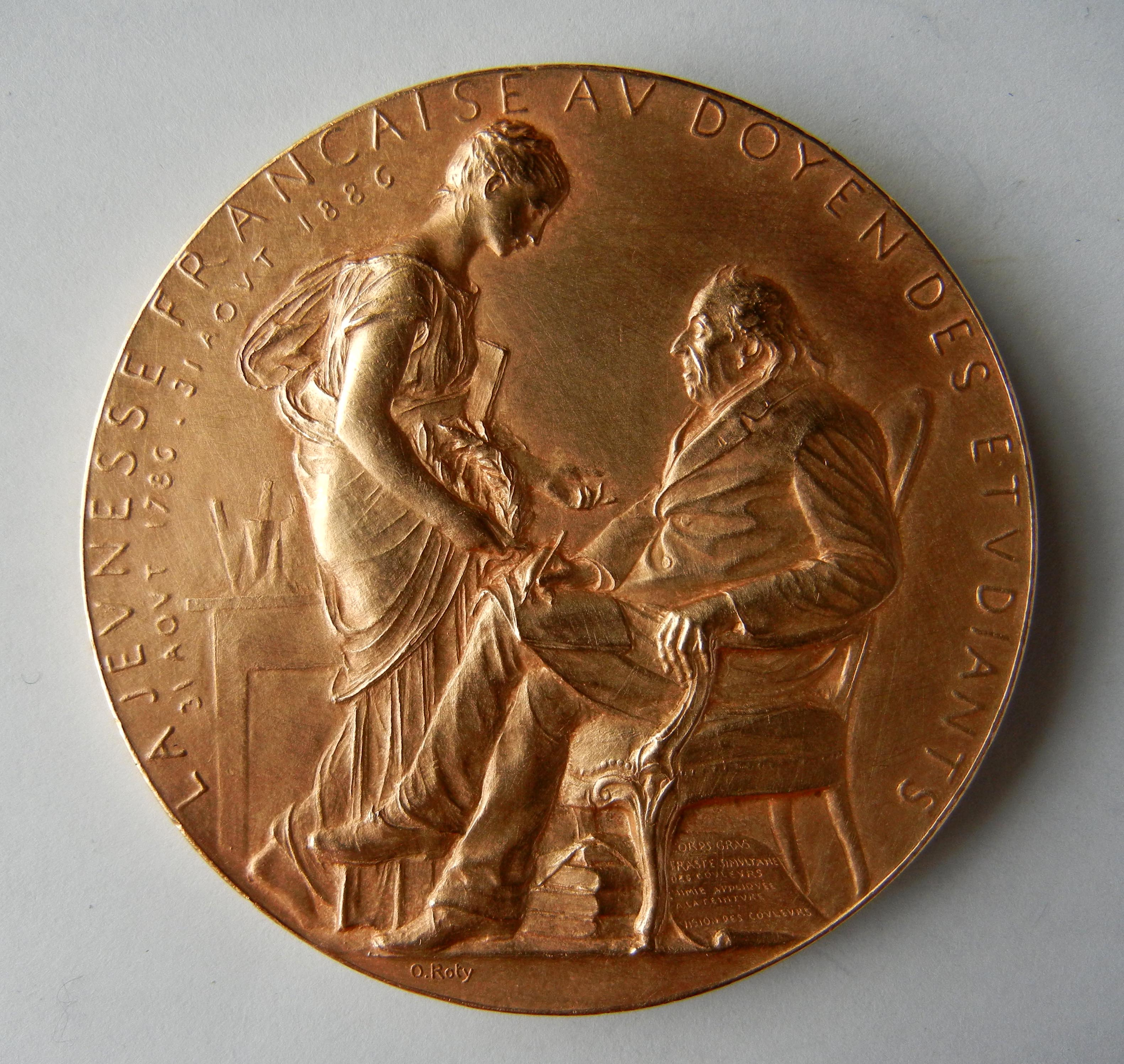
A 100 éves Michel Eugène Chevreul tiszteletére 1886-ban vert centenáriumi érem hátoldala. Oscar Roty (1846-1911) alkotása
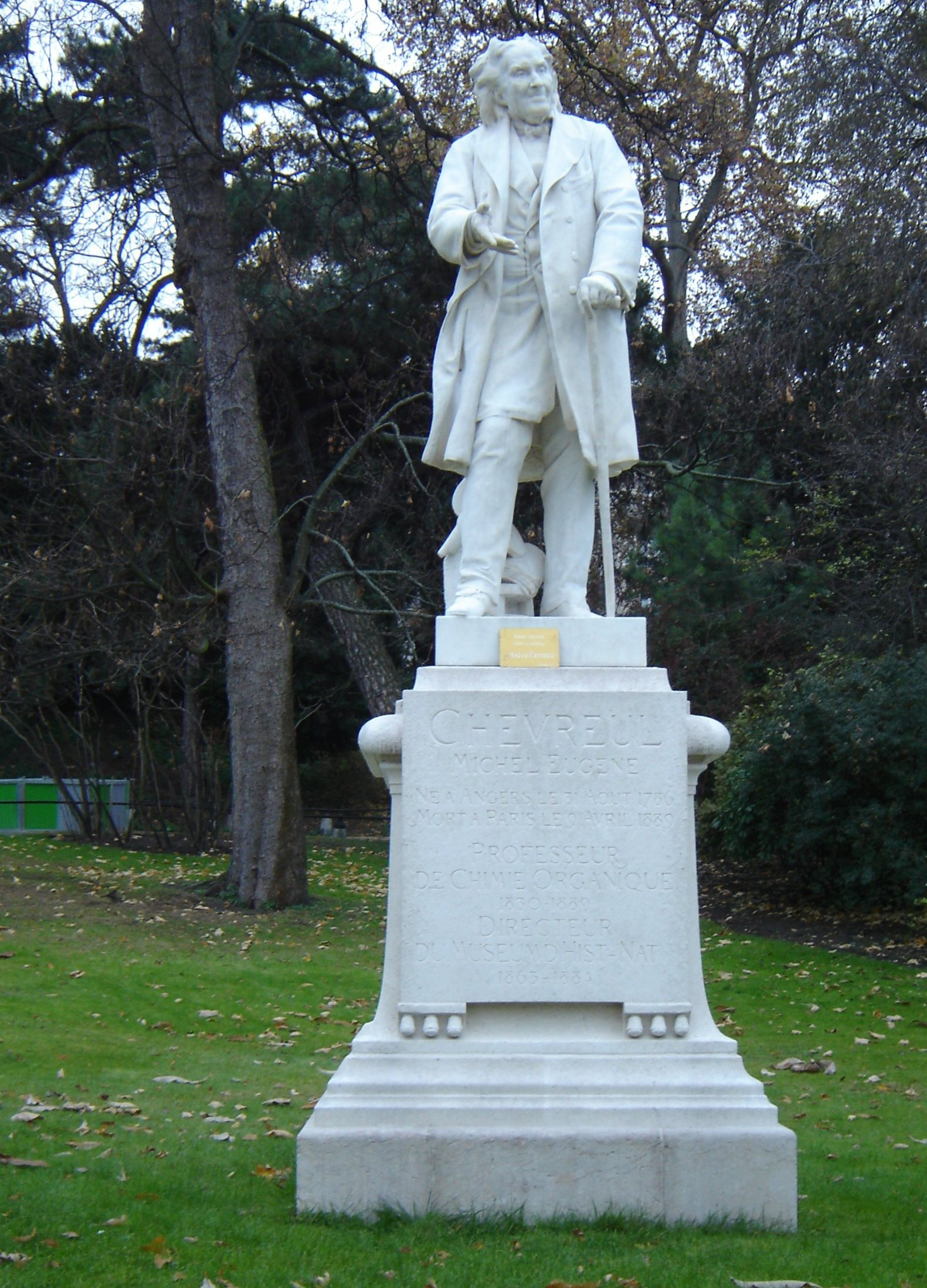
Michel Eugène Chevreul szobra a párizsi Jardin des plantes területén. Léon Fagel alkotása
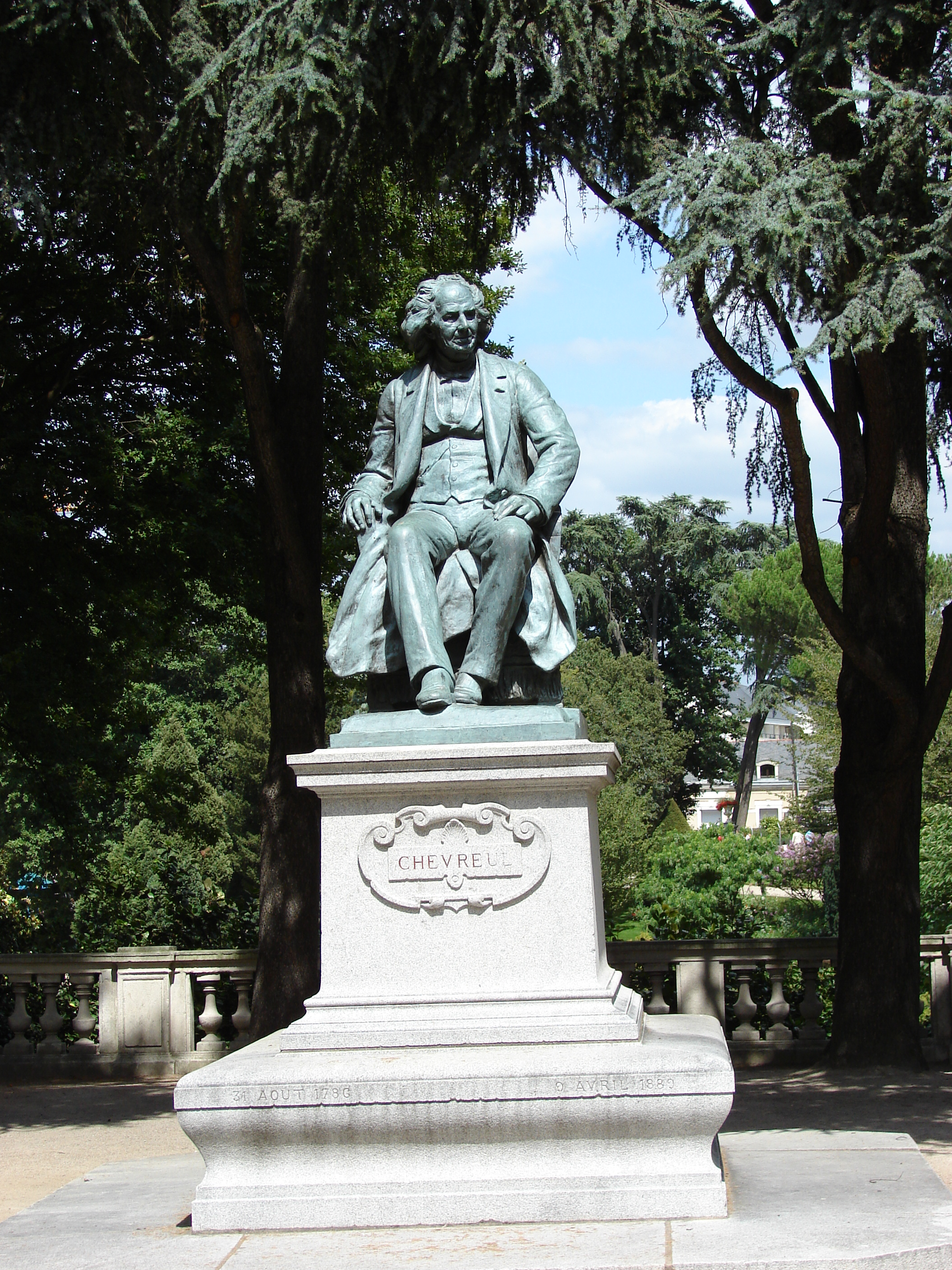
Angersi szobra. Eugène Guillaume alkotása

## Fordítás
- Ez a szócikk részben vagy egészben  a   Michel-Eugène Chevreul című francia Wikipédia-szócikk ezen változatának fordításán alapul.  Az eredeti cikk szerkesztőit annak laptörténete sorolja fel. Ez a jelzés csupán a megfogalmazás eredetét és a szerzői jogokat jelzi, nem szolgál a cikkben szereplő információk forrásmegjelöléseként.
- Ez a szócikk részben vagy egészben  a   Michel-Eugène Chevreul című angol Wikipédia-szócikk ezen változatának fordításán alapul.  Az eredeti cikk szerkesztőit annak laptörténete sorolja fel. Ez a jelzés csupán a megfogalmazás eredetét és a szerzői jogokat jelzi, nem szolgál a cikkben szereplő információk forrásmegjelöléseként.
- Ez a szócikk részben vagy egészben  az   Eugène Chevreul című német Wikipédia-szócikk ezen változatának fordításán alapul.  Az eredeti cikk szerkesztőit annak laptörténete sorolja fel. Ez a jelzés csupán a megfogalmazás eredetét és a szerzői jogokat jelzi, nem szolgál a cikkben szereplő információk forrásmegjelöléseként.